# Ruth Chepngetich
Ruth Chepngetich (Kericho, 8 de agosto de 1994) é uma fundista queniana, recordista mundial e campeã mundial da maratona. 
Seu titulo foi ganho com a medalha de ouro no Campeonato Mundial de Atletismo de 2019, em Doha, Qatar, sob difíceis condições de calor e umidade, numa prova realizada de madrugada pelas adversas condições climáticas da capital qatari.
Venceu por três vezes a Maratona de Chicago, em 2021, 2022 e 2024. Depois da primeira vitória, em 2021, ela retornou em 2022 vencendo em 2:14:18, então o segundo melhor tempo da história. Em 2023, de volta para defender seu título, ficou em segundo lugar, com 2:15:37, atrás da holandesa Sifan Hassan, que venceu a prova em 2:13:44, então a segunda melhor marca de todos os tempos para a maratona feminina .
Em 2024, retornou pela quarta vez a Chicago e conquistou sua terceira vitória na prova – a primeira mulher a conseguir o feito – e estabeleceu novo recorde mundial para a maratona, vencendo em 2:09:56, a primeira vez que uma atleta correu a maratona em menos de 2:10:00.
Em julho de 2025 ela foi preventivamente suspensa das competições por doping, após uma coleta de amostra de urina da atleta ter identificado traços de  hidroclorotiazida, uma substância diurética de uso proibido para atletas.